# Megalancistrus
Megalancistrus es un género de peces de agua dulce de la familia de los loricáridos en el orden Siluriformes. Sus 2 especies habitan en aguas templado-cálidas y cálidas del centro-este y noreste de América del Sur; son denominadas comúnmente viejas, viejas espinosas o cascudos. La especie que alcanza mayor longitud (M. parananus) ronda los 59 cm de largo total.

## Distribución
Megalancistrus presenta dos especies, una (M. barrae) habita en las cálidas aguas de la cuenca del río São Francisco, en el nordeste del Brasil. La otra (M. parananus) vive en las aguas templado-cálidas de la cuenca del Plata, en el centro y sur del Brasil, Paraguay, Uruguay y el nordeste de la Argentina.

## Taxonomía
Este género fue descrito originalmente en el año 1980 por el ictiólogo Isaäc J. H. Isbrücker.
Especies
Este género se subdivide en solo 2 especies:
- Megalancistrus barrae (Steindachner, 1910)
- Megalancistrus parananus (W. K. H. Peters, 1881)